# جان دیویس (دونده)
جان دیویس (انگلیسی: John Davies; ۲۵ مهٔ ۱۹۳۸ – ۲۱ ژوئیهٔ ۲۰۰۳) ورزشکار دو و میدانی اهل نیوزیلند بود.